# Glenea latelinea
Glenea latelinea là một loài bọ cánh cứng trong họ Cerambycidae.